# Garot (Darul Imarah)
Garot is een bestuurslaag in het regentschap Aceh Besar van de provincie Atjeh, Indonesië. Garot telt 4736 inwoners (volkstelling 2010).